# Hans Bergfelt
Hans Kristian Gunnar Bergfelt, född 15 april 1956 i Johannebergs församling i Göteborg, är en svensk civilekonom och före detta moderat politiker.
Bergfelt var moderat kommunalråd i Mölndals stad från 1998. Han var ledamot av Mölndals kommunfullmäktige från 1979 och var från valet 2006 ordförande i Mölndals stads kommunstyrelse. Under mandatperioden 2014–2018 var han kommunstyrelsens vice ordförande. Han lämnade politiken i samband med valet 2018.